# ウィルバーガー郡 (テキサス州)
ウィルバーガー郡（ウィルバーガーぐん、英: Wilbarger County）は、アメリカ合衆国テキサス州の北部に位置する郡である。2010年国勢調査での人口は13,535人であり、2000年の14,676人から7.8%減少した。郡庁所在地はバーノン市（人口11,002人）であり、同郡で人口最大の都市でもある。郡名は初期開拓者ジョサイア・ピュー・ウィルバーガーとマチアス・ウィルバーガーの二人に因んで名付けられた。

## 地理
アメリカ合衆国国勢調査局に拠れば、郡域全面積は978平方マイル (2,533 km2)であり、このうち陸地971平方マイル (2,515 km2)、水域は7平方マイル (18 km2)で水域率は0.72%である。

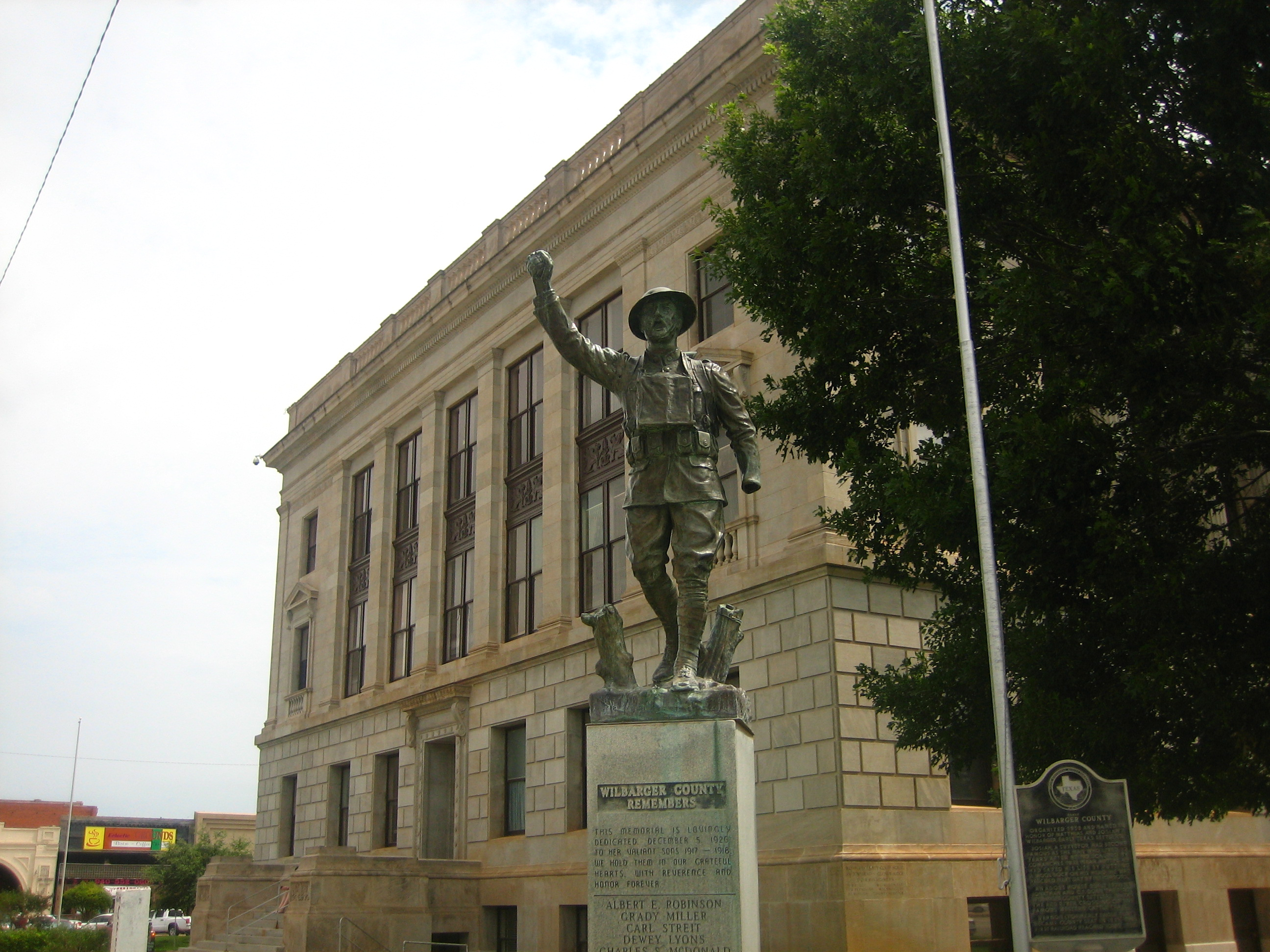
郡庁舎前の退役兵記念碑、「ウィルバーガー郡は記憶する」と刻まれている

### 主要高規格道路
- アメリカ国道70号線
- アメリカ国道183号線
- アメリカ国道283号線
- アメリカ国道287号線

### 隣接する郡
- ティルマン郡 (オクラホマ州) - 北
- ウィチタ郡 - 東
- ベイラー郡 - 南
- フォード郡 - 西
- ハードマン郡 - 西
- ジャクソン郡 (オクラホマ州) - 北西

## 人口動態

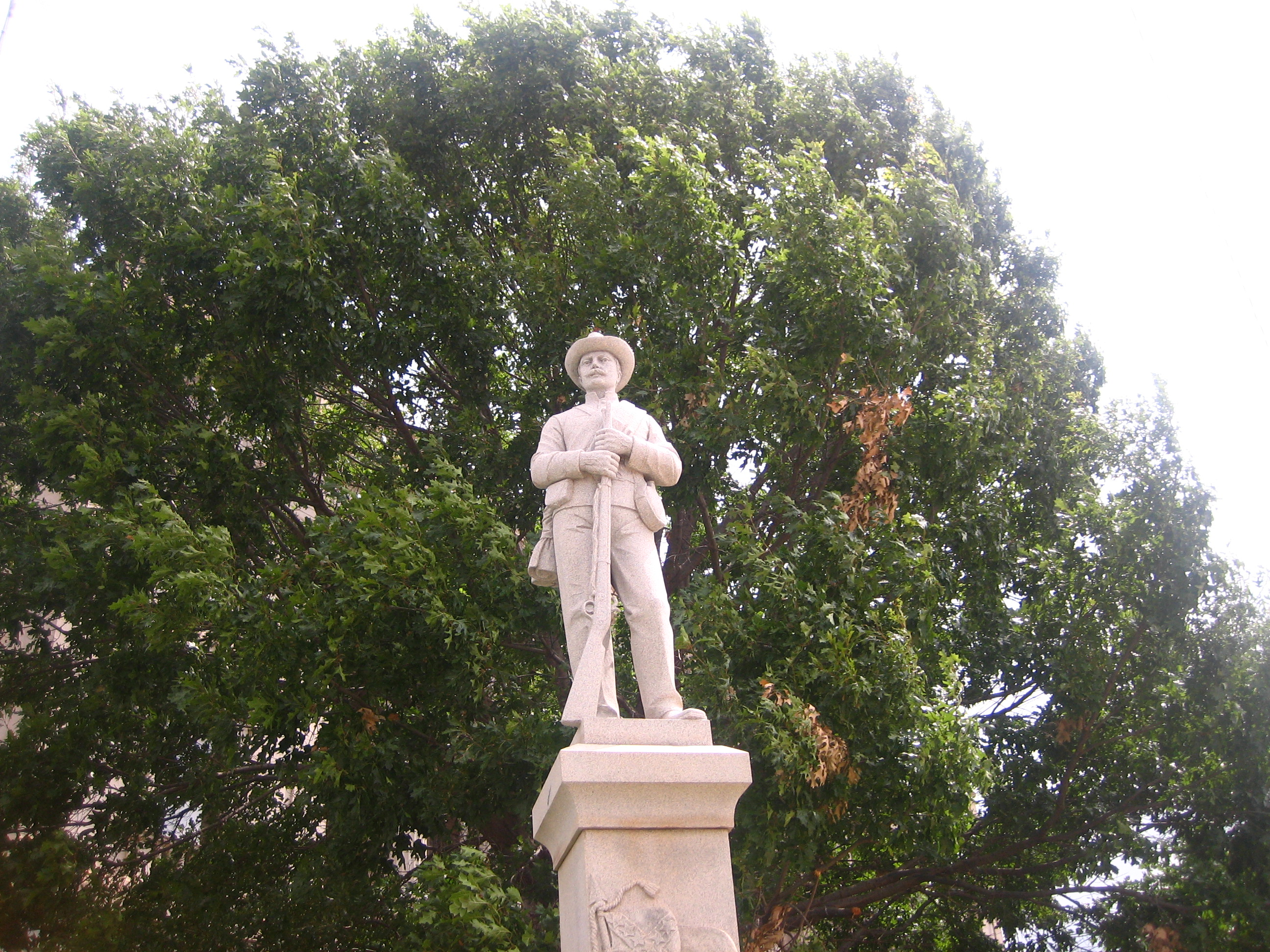
郡庁舎前のアメリカ連合国の軍人記念碑

以下は2000年の国勢調査による人口統計データである。
| 基礎データ - 人口: 14,676人 - 世帯数: 5,537 世帯 - 家族数: 3,748 家族 - 人口密度: 6人/km2（15人/mi2） - 住居数: 6,371軒 - 住居密度: 3軒/km2（7軒/mi2） 人種別人口構成 - 白人: 78.17% - アフリカン・アメリカン: 8.86% - ネイティブ・アメリカン: 0.66% - アジア人: 0.63% - 太平洋諸島系: 0.03% - その他の人種: 9.73% - 混血: 1.91% - ヒスパニック・ラテン系: 20.54% 年齢別人口構成 - 18歳未満: 27.9% - 18-24歳: 9.5% - 25-44歳: 24.8% - 45-64歳: 21.6% - 65歳以上: 16.2% - 年齢の中央値: 36歳 - 性比（女性100人あたり男性の人口） - 総人口: 98.0 - 18歳以上: 91.7 | 世帯と家族（対世帯数） - 18歳未満の子供がいる: 32.2% - 結婚・同居している夫婦: 53.1% - 未婚・離婚・死別女性が世帯主: 10.8% - 非家族世帯: 32.3% - 単身世帯: 29.0% - 65歳以上の老人1人暮らし: 14.9% - 平均構成人数 - 世帯: 2.48人 - 家族: 3.07人 収入と家計 - 収入の中央値 - 世帯: 29,500米ドル - 家族: 38,685米ドル - 性別 - 男性: 26,001米ドル - 女性: 19,620米ドル - 人口1人あたり収入: 16,520米ドル - 貧困線以下 - 対人口: 13.1% - 対家族数: 9.0% - 18歳未満: 16.0% - 65歳以上: 13.3% |

## 都市と町
- ハロルド、未編入の町
- オーデル、未編入の町
- オクラユニオン、未編入の町
- バーノン - 郡庁所在地

## 著名な出身者
- ジャック・イングリッシュ・ハイタワー、テキサス州メンフィス生まれ、テキサス州議会議員、アメリカ合衆国下院議員
- ロイ・オービソンシンガー・ソングライター、バーノン生まれ
- ジョン・クレイ・ウルフ、ラジオのパーソナリティ、ウィルバーガー郡でその経歴を始めた